# ISO 18028
ISO 18028 is een standaard voor netwerkbeveiliging. De standaard is gebaseerd op de eerder al door de International Telecommunication Union (ITU) geadopteerde standaard zoals die is verwoord in het Bell Labs X.805 framework. Doel is het realiseren van end-to-end beveiliging van netwerkverbindingen.
De standaard bestaat uit een 5-tal substandaards, waarvan er inmiddels 3 door de ISO zijn geformaliseerd:
- 18028-1, deel 1: netwerk security management (concept)
- 18028-2:2006, deel 2: netwerk beveiligingsarchitectuur
- 18028-3:2005, deel 3: het beveiligen van communicatie tussen netwerken met behulp van security gateways
- 18028-4:2005, deel 4: beveiligen van remote access
- 18028-5, deel 5: het beveiligen van communicatie tussen netwerken met behulp van Virtual Private Networks (VPN's) (concept)